# Buławnik czerwony
Buławnik czerwony (Cephalanthera rubra (L.) Rich.) – gatunek rośliny należący do rodziny storczykowatych (Orchidaceae).

## Rozmieszczenie geograficzne
Występuje na obszarach klimatu umiarkowanego w Europie, Afryce Północnej i Azji Zachodniej. Południowa granica zasięgu przebiega przez Maroko (Atlas Wysoki), Algierię, wyspy Kreta i Cypr, północno-wschodnią Syrię po Iran, północna – przez południową Skandynawię.  W Polsce roślina rzadka i z tendencją do zmniejszania liczebności. Notowano ją na około 300 stanowiskach, w 2002 r. potwierdzono występowanie na ok. 150. Najwięcej stanowisk jest na Wyżynie Krakowsko-Częstochowskiej oraz na niżu – w Puszczy Białowieskiej, na terenie Warmii i Mazur oraz w Wolińskim Parku Narodowym. W ostatnich latach obserwuje się wzrost liczby stanowisk w Puszczy Augustowskiej, w tym w Wigierskim Parku Narodowym. W polskich Karpatach notowany był tylko na 6 stanowiskach, jednakże w ostatnim trzydziestoleciu potwierdzono jego występowanie tylko na jednym stanowisku, na Machowej na Pogórzu Śląskim.

## Morfologia
ŁodygaMa wysokość do 70 cm, jest lekko pogięta, dołem naga, górą gruczołowata. Wyrasta z obłego, często niemal pionowo rosnącego kłącza. Rośliny w spoczynku mogą przez wiele lat nie rozwijać pędów nadziemnych.
Liście5–9 na łodydze, jajowatolancetowate i ostro zakończone. Dolne mają długość do 12 cm i szerokość do 5 cm.
KwiatyKwiatostan luźny, wielostronny kłos o długości 3–21 cm. Dolne przysadki mają długość 17–25 mm, szerokość 2,5–3,5 mm i są dłuższe od zalążni. W kłosie są 2–24 duże, otwarte kwiaty bez szypułek o barwie czerwonoliliowej, rzadko białe. Boczne zewnętrzne listki okwiatu mają długość 16–23 mm, szerokość 6–7,5 mm i są jajowatolancetowate. Pozostałe listki okwiatu tworzą wraz z warżką rurkowate wejście do kwiatu. Warżka bez ostrogi biała i czerwono obrzeżona, podzielona i częściowo zakryta. Jest dwuczłonowa, a jej pierwszy człon ma długość większą od szerokości. Zalążnia skręcona, siedząca i omszona. Pylnik stojący na prętosłupie, wolny.
OwocWzniesiona na krótkim trzonku torebka o długości 15–30 i szerokości 5,9–9 mm zawierająca liczne i bardzo drobne nasiona.
|  |  |  |  |

## Biologia i ekologia
RozwójBylina, geofit.  Kwitnie od maja do lipca. Jest allogamiczny, zapylają go owady z rodzajów: Chelostoma (głównie Chelostema campanularum i Ch. fuliginosum) i Dufourea. Kwitnienie buławnika przypada na okres przed rozkwitem dzwonków (Campanula sp.), dzięki czemu przyciąga on większą ilość zapylaczy poszukujących tych kwitnących roślin. Kwiaty tego storczyka zwabiają owady barwą i kształtem, jednakże nie wytwarzają nektaru. Owoce zawiązują się tylko na niewielkiej procentowo liczbie kwiatów. W niekorzystnych warunkach, dzięki sprawnemu magazynowaniu substancji odżywczych, buławnik jest w stanie przetrwać w spoczynku nawet kilkadziesiąt lat.
SiedliskoRośnie w widnych lasach liściastych, głównie buczynach, niekiedy również w dąbrowach i grądach. Jest gatunkiem ciepłolubnym, preferującym żyzne gleby o odczynie zbliżonym do obojętnego, z wapiennym podłożem.
W Europie jego zasięg pionowy wynosi 0-2400 m n.p.m. W Polsce najwyżej położone z nich znajdowało się na Nosalu (ok. 1100 m n.p.m.). Jego populacje w Polsce zazwyczaj składają się z kilkunastu osobników, jedynie na stanowisku w okolicach Leżajska było około 250 pędów kwitnących i 50 płonnych.
FitosocjologiaGatunek charakterystyczny dla Ass. Cephalanthero rubrae-Fagetum.
GenetykaLiczba chromosomów 2n = 36. Tworzy mieszańce z: buławnikiem wielkokwiatowym i buławnikiem mieczolistnym.

## Zagrożenia i ochrona
Roślina objęta w Polsce ochroną ścisłą. Kategorie zagrożenia gatunku:
- Kategoria zagrożenia w Polsce według Czerwonej listy roślin i grzybów Polski (2006)[12]: E (wymierający, krytycznie zagrożony); 2016: VU (narażony)[13]
- Kategoria zagrożenia w Polsce według Polskiej czerwonej księgi roślin (2001): EN (endangered, zagrożony wyginięciem); 2014: VU (narażony)[14]

Gatunek zagrożony jest głównie przez zmiany w strukturze drzewostanów w których rośnie, szczególnie przez wprowadzanie drzew iglastych powodujących zakwaszanie gleby. Zagrożeniem jest również zacienianie jego stanowisk przez rozrastające się drzewa lub ekspansja niektórych roślin inwazyjnych, jak np. nawłoć (Solidago) czy niecierpek drobnokwiatowy (Impatiens parviflora).
Ochrona buławnika czerwonego wiąże się z zachowaniem specyficznych biotopów leśnych dla tego gatunku. Podczas monitoringu rejestrowana jest liczba pędów (wegetatywnych i generatywnych), powierzchnia liści oraz liczba owoców na danym stanowisku. Rekomendowany jest zbiór danych metrologicznych (suma opadów i temperatura powietrza), a także dotyczących ocienienia, roślinności na stanowisku, obecności w sąsiedztwie dzwonków (Campanula sp.) oraz zasobności martwego drewna.